# Klippans kommun
Klippans kommun är en kommun i nordvästra Skåne län. Klippan är kommunens centralort.
I sydväst ligger urbergshorsten Söderåsen, i sydöst ett flertal rester av vulkaner. Löv- och barrskogar samt mindre åkerfält utgör kommunens norra och östra del. I början av 2020-talet dominerades det diversifierade näringsliv av små och medelstora företag. 
Sedan kommunen bildades har invånarantalet legat stadigt kring 16 000 invånare. Mellan 2015 och 2020 ökade dock invånarantalet till 17 783. Efter valen på 2010-talet har kommunen haft skiftande koalitionsstyren.

## Administrativ historik
Kommunens område motsvarar socknarna: Färingtofta, Gråmanstorp, Källna, Riseberga, Vedby, Västra Sönnarslöv och Östra Ljungby. I dessa socknar bildades vid kommunreformen 1862 landskommuner med motsvarande namn. 
Klippans municipalsamhälle inrättades 22 januari 1887  i Gråmanstorps landskommun. Hela landskommunen ombildades 1945 till Klippans köping.  Ljungbyheds municipalsamhälle inrättades 21 december 1934 och upplöstes vid årsskiftet 1962/1963. 
Vid kommunreformen 1952 bildades storkommunerna Riseberga (av de tidigare kommunerna Färingtofta och Riseberga) samt Östra Ljungby (av Källna, Össjö och Östra Ljungby) samtidigt som landskommunerna Vedby och Västra Sönnarslöv uppgick i Klippans köping. 
Klippans kommun bildades vid kommunreformen 1971 genom en ombildning av Klippans köping. 1974 införlivades Riseberga kommun och delar ur Östra Ljungby kommun (Källna och Östra Ljungby församlingar)
Kommunen ingick från bildandet till 2001 i Klippans domsaga och ingår sedan 2001 i Helsingborgs domsaga.

## Geografi
Klippans kommun gränsar till sju andra skånska kommuner, Örkelljunga i norr, Perstorp i öst, Höör i sydöst, Eslöv och Svalöv i syd, Åstorp i sydväst samt Ängelholms kommun i väst.

### Topografi och hydrografi
Urbergshorsten Söderåsen, vilken är genomskuren av sprickdalar så som Skäralid, är belägen i sydvästra Klippan. Vegetationen längs dessa sluttningar är i stort sett opåverkad av människans ingrepp. Mellan tätorten Klippan och Söderåsen finns huvudsakligen kommunens sedimentära bergarter. Nedanför Söderåsen och i rullstensåskomplex norr om tätorten Klippan finns omfattande isälvsavlagringar och åskomplex. I kommunens sydöstra del finns ett flertal rester av vulkaner, så kallade basaltkupper. När dessa vittrat har de givit upphov till näringsrika jordar med en artrik flora. Fuktiga ängsmarker och branta lövskogsklädda dalsidor kantar Rönne ås övre lopp, vilken längre nedströms flyter fram i en bred flack dalgång på en bördig öppen lerslätt. Löv- och barrskogar samt mindre åkerfält utgör kommunens norra och östra del.

### Naturskydd
I kommunen finns en nationalpark, Söderåsen. Den 1629 hektar stora nationalparken utgör  Nordeuropas största skyddade ädellövsområde. Länsstyrelsen i Skåne län skriver att "ett långsiktigt projekt håller på att omvandla området till en naturskog där träden får stanna hela sitt liv". År 2022 fanns dessutom sju naturreservat i Klippans kommun. Av dessa var tre stycken även klassade som Natura 2000-område – Traneröds mosse, Grindhus och Lilla Klåveröd, Linneröd och Herrevadskloster.

### Administrativ indelning
Fram till 2016 var kommunen för befolkningsrapportering indelad i Klippans församling, Riseberga-Färingtofta församling och Östra Ljungby församling.

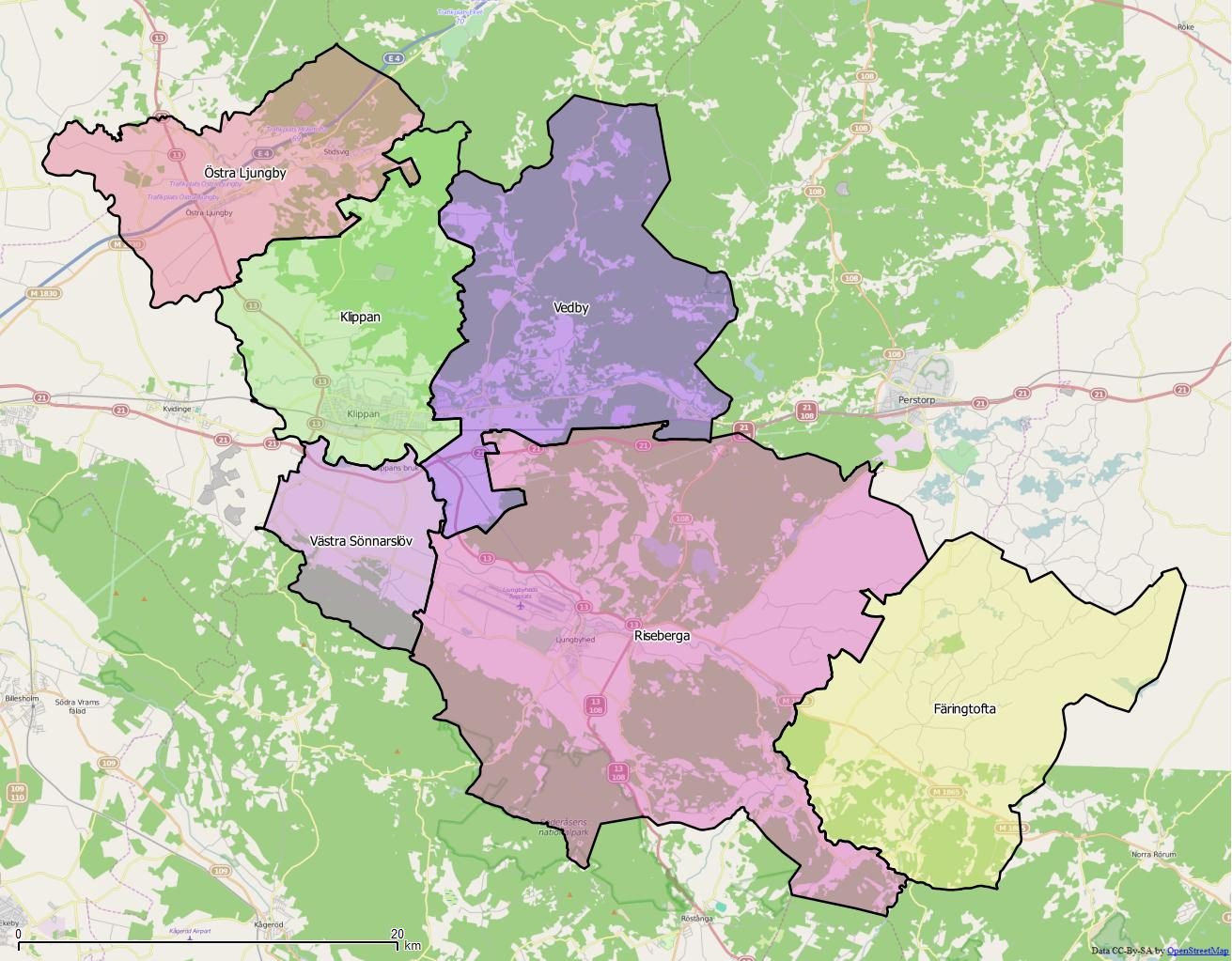
Distrikt inom Klippans kommun

Från 2016 indelas kommunen istället i sex distrikt – Färingtofta, Klippan, Riseberga, Vedby, Västra Sönnarslöv och Östra Ljungby.

### Tätorter
Det finns fem tätorter i Klippans kommun.
I tabellen presenteras tätorterna i storleksordning per den 31 december 2015. Centralorten är i fet stil.
| Nr | Tätort        | Befolkning |
| -- | ------------- | ---------- |
| 1  | Klippan       | 8 411      |
| 2  | Ljungbyhed    | 2 127      |
| 3  | Östra Ljungby | 1 740      |
| 4  | Klippans bruk | 313        |
| 5  | Krika         | 202        |

## Styre och politik

### Styre
Mandatperioden 2010 till 2014 styrdes kommunen av Alliansen i koalition med Miljöpartiet. Totalt hade partierna 21 av 41 mandat. 
Efter valet 2014 övertogs makten av de rödgröna i koalition med Centerpartiet, vilka också samlade en majoritet med 21 av 41 mandat. Mandatperioden 2018 till 2022 styrdes kommunen av en blocköverskridande minoritetskoalition bestående av Centerpartiet, Moderaterna och Socialdemokraterna. Överenskommelsen innebar bland annat att koalitionens största parti, som backade 30 procent i valet, lämnade över kommunfullmäktiges ordförandepost till Moderaterna. Samma koalition meddelade att de skulle fortsätta styra tillsammans även efter valet 2022. Detta genom en valteknisk samverkan med Vänsterpartiet och Liberalerna. Det dröjde dock till december 2022 innan ett nytt styre kunde klubbas och detta blev i form av Kristdemokraterna, Sverigedemokraterna och Vår Framtid - Klippan tillsammans med två moderater. I februari 2023 uteslöts 12 av Sverigedemokraternas företrädare ur partiet efter att de röstat fram två, ur partiet uteslutna, ex-nazister till förtroendeposter i kommunen. Det sittande styret meddelade att man ville stanna vid makten och att de uteslutna ledamöterna skulle sitta kvar på sina förtroendeposter som politiska vildar.

### Kommunfullmäktige

#### Presidium
| Presidium 2022–2026    | Presidium 2022–2026 | Presidium 2022–2026 |
| ---------------------- | ------------------- | ------------------- |
| Ordförande             | M                   | Therese Långberg    |
| Förste vice ordförande | KD                  | Robert Larsson      |
| Andre vice ordförande  | KD                  | Åsa Edvardsson      |

#### Mandatfördelning 1970–2022
| 15 | 3 | 6 | 3 | 4 |

| 28 |

| 21 | 17 | 4 | 7 |

| 41 | 8 |

| 21 | 16 | 4 | 8 |

| 41 | 8 |

| 21 | 14 | 4 | 10 |

| 39 | 10 |

| 22 | 11 | 2 |  | 13 |

| 37 | 12 |

| 21 |  | 9 | 5 | 2 | 11 |

| 36 | 13 |

|  | 18 | 3 | 3 | 9 | 4 | 2 | 9 |

| 35 | 14 |

|  | 15 |  | 2 | 2 |  | 8 | 3 | 4 | 12 |

| 37 | 12 |

| 19 |  | 6 | 2 | 2 | 11 |

| 29 | 12 |

| 3 | 14 | 5 | 2 | 5 | 12 |

| 24 | 17 |

| 2 | 16 | 5 | 3 | 5 | 10 |

| 22 | 19 |

|  | 16 | 3 | 4 | 2 | 3 | 12 |

| 24 | 17 |

|  | 14 |  | 5 | 3 | 2 | 3 | 12 |

| 26 | 15 |

|  | 15 | 2 | 9 | 3 |  | 2 | 8 |

| 21 |  | 18 |

|  | 10 |  | 2 | 13 | 3 |  | 3 | 7 |

| 23 | 18 |

|  | 9 | 2 | 12 | 2 |  | 2 | 6 |

| 20 | 15 |

### Nämnder

#### Kommunstyrelse
| Presidium 2022–2026    | Presidium 2022–2026 | Presidium 2022–2026 |
| ---------------------- | ------------------- | ------------------- |
| Ordförande             | M                   | Anna Andresen       |
| Förste vice ordförande | Ob.                 | Elin Luckmann       |
| Andre vice ordförande  | S                   | Johan Petersson     |

#### Övriga nämnder
| Nämnder                      | Ordförande | Ordförande       | Vice ordförande | Vice ordförande  | Andre vice ordförande | Andre vice ordförande |
| ---------------------------- | ---------- | ---------------- | --------------- | ---------------- | --------------------- | --------------------- |
| Barn- och utbildningsnämnden | VFK        | Anders Olofsson  | VFK             | Helena Dådring   | M                     | Tonny Svensson        |
| Kultur- och fritidsnämnden   | Ob.        | Oscar Einarsson  | KD              | Anders Andersson | S                     | Michael Nemeti        |
| Plan- och byggnämnden        | M          | Christer Persson | Ob.             | Ralf Scott       | S                     | Kent Lodesjö          |
| Socialnämnden                | Ob.        | Åsa Edvardsson   | Ob.             | Tina Petersson   | S                     | Paul Gustafsson       |
| Valnämnden                   | Ob.        | Jens Leandersson | M               | Bengt Svensson   |                       |                       |

Källa:

#### Lista över kommunstyrelsens ordförande
- Bengt Svensson, Moderaterna, 1999–mars 2014[29]
- Kenneth Dådring, Moderaterna, mars 2014–31 december 2014[30]
- Kerstin Persson, Socialdemokraterna, 1 januari 2015–31 december 2018[31][32]
- Hans Bertil Sinclair, Moderaterna, 1 januari 2019–31 december 2022[33][34]
- Anna Andresen, Moderaterna, 1 januari 2023–[35]

Denna lista hämtas från Wikidata. Informationen kan ändras där.

### Vänorter
Kommunen har tre vänorter – Ackas i Finland, Sande i Norge och Limbaži i Lettland. 
Kommunen hade vänortssamarbete med finska kommunen Viiala från 1955, men en kommunsammanslagning 2007 ledde till att kommunerna Viiala och Toijala slogs samman till den nya kommunen Ackas, varpå samarbetet fortsatte med den nya kommunen. Sedan 2010 hålls återkommande vänortsträffar vartannat år.
Vänortssamarbetet med den norska kommunen Sande har pågått sedan 1949, medan samarbetet med Limbazi i Lettland pågått sedan 1993, ett samarbete som  initierades av kyrkan. Samarbetet blev dock officiellt först 1998 och sedan dess har orten deltagit i de vänortsträffar som arrangeras av och i Klippan.

## Ekonomi och infrastruktur

### Näringsliv
I början av 2020-talet dominerades näringslivet av små och medelstora företag. DHL Exel Chain AB är ett av de företag som representerar den för kommunen viktiga transportnäringen. Bland företag inom tillverkningsindustrin återfinns exempelvis Gyllsjö Träindustri, pappersbruket Klippans Bruk och livsmedelsindustrin Gelita.

### Infrastruktur

#### Transporter
Europaväg 4 genomkorsar kommunen liksom riksväg 21. Genom kommunens västra del går riksväg 13 och länsväg 108 genomkorsar kommuns centrala delar från söder till norr. Kommunen genomkorsas även av järnvägen Helsingborg–Hässleholm, som anlades 1875 och fick stor betydelse för den fortsatta utvecklingen i Klippans föregångare, bondbyn  Åby. Åren 1892 och 1904 byggdes ytterligare järnvägar, dels till Röstånga vilken senare förlängdes till Eslöv) och Ängelholm. Banan till Ängelholm lades dock ner 1953 och 1961 lades även banan till Eslöv ner.

## Befolkning

### Demografi

#### Befolkningsutveckling
Kommunen har 17 714 invånare (31 december 2024), vilket placerar den på 133:e plats avseende folkmängd bland Sveriges kommuner.
| Befolkningsutvecklingen i Klippans kommun 1970–2020 | Befolkningsutvecklingen i Klippans kommun 1970–2020 | Befolkningsutvecklingen i Klippans kommun 1970–2020 | Befolkningsutvecklingen i Klippans kommun 1970–2020 | Befolkningsutvecklingen i Klippans kommun 1970–2020 |
| --------------------------------------------------- | --------------------------------------------------- | --------------------------------------------------- | --------------------------------------------------- | --------------------------------------------------- |
|                                                     |                                                     |                                                     |                                                     |                                                     |
| År                                                  |                                                     |                                                     | Folkmängd                                           |                                                     |
| 1970                                                | 1970                                                |                                                     | 16 198                                              |                                                     |
| 1975                                                | 1975                                                |                                                     | 16 263                                              |                                                     |
| 1980                                                | 1980                                                |                                                     | 16 549                                              |                                                     |
| 1985                                                | 1985                                                |                                                     | 16 099                                              |                                                     |
| 1990                                                | 1990                                                |                                                     | 16 426                                              |                                                     |
| 1995                                                | 1995                                                |                                                     | 16 351                                              |                                                     |
| 2000                                                | 2000                                                |                                                     | 15 541                                              |                                                     |
| 2005                                                | 2005                                                |                                                     | 16 048                                              |                                                     |
| 2010                                                | 2010                                                |                                                     | 16 515                                              |                                                     |
| 2015                                                | 2015                                                |                                                     | 16 917                                              |                                                     |
| 2020                                                | 2020                                                |                                                     | 17 783                                              |                                                     |

#### Invånare efter de vanligaste födelseländerna
Den 31 december 2014 utgjorde folkmängden i Klippans kommun 16 733 personer. Av dessa var 2 378 personer (14,2 %) födda i ett annat land än Sverige. I denna tabell har de nordiska länderna samt de 12 länder med flest antal utrikes födda (i hela riket) tagits med. En person som inte kommer från något av de här 17 länderna har istället av Statistiska centralbyrån förts till den världsdel som deras födelseland tillhör.
Den 31 december 2019 utgjorde antalet invånare med utländsk bakgrund (utrikesfödda personer samt inrikesfödda med två utrikes födda föräldrar) 4 142, eller 23,33 % av befolkningen (hela befolkningen: 17 756 den 31 december 2019).
| Födelseland      | Födelseland                       | Födelseland |
| ---------------- | --------------------------------- | ----------- |
| 31 december 2014 |                                   |             |
| 1                | Sverige                           | 14 355      |
| 2                | Danmark                           | 525         |
| 3                | Polen                             | 487         |
| 4                | Europeiska unionen: Övriga länder | 370         |
| 5                | Asien: Övriga länder              | 132         |
| 6                | Tyskland                          | 110         |
| 7                | Finland                           | 98          |
| 7                | / SFR Jugoslavien/FR Jugoslavien  | 98          |
| 9                | Europa utom EU: Övriga länder     | 85          |
| 10               | Bosnien och Hercegovina           | 66          |
| 11               | Thailand                          | 65          |
| 12               | Afrika: Övriga länder             | 61          |
| 13               | Norge                             | 49          |
| 14               | Turkiet                           | 44          |
| 15               | Sydamerika                        | 37          |
| 16               | Syrien                            | 35          |
| 17               | Afghanistan                       | 21          |
| 17               | Irak                              | 21          |
| 17               | Nordamerika                       | 21          |
| 20               | Island                            | 15          |
| 21               | Iran                              | 10          |
| 21               | Kina                              | 10          |
| 23               | Somalia                           | 9           |
| 24               | Oceanien                          | 3           |
| 24               | Okänt födelseland                 | 3           |
| 24               | Sovjetunionen                     | 3           |

## Kultur

### Kulturarv
Den nuvarande stadsparken var tidigare den gamla marknadsplatsen, vilken tillsammans med tingshuset och den äldre gathusbebyggelsen öster om stadsparken, har ett särskilt värde. Viktiga inslag från utvecklingen på slutet av 1800-talet är "stationsområdet, kromläderfabriken, stadsplanen från 1915 och den omfattande småhusbebyggelsen". Vid Marknadsvägen finns funkishus som har stort arkitektoniskt värde. En annan byggnad med arkitektoniskt värde är S:t Petri kyrka. Klippans pappersbruk är en av få industrianläggningar med lika lång plats- och produktionskontinuitet, ändå anses området vara ovanligt välbevarad med en tydlig bruksstruktur.

### Kommunsymboler

#### Kommunvapen
Blasonering: I sköld en fors av silver, utformad som en högerstråle, bildad ovan av en vågskura och nedan av en rak skura samt gränsande ovan mot blått och nedan mot svart.
Vapnet fastställdes 1961 för Klippans köping. Utan konkurrens från andra vapen efter kommunbildningen registrerades det för Klippans kommun i PRV 1974.

#### Kommunfågel

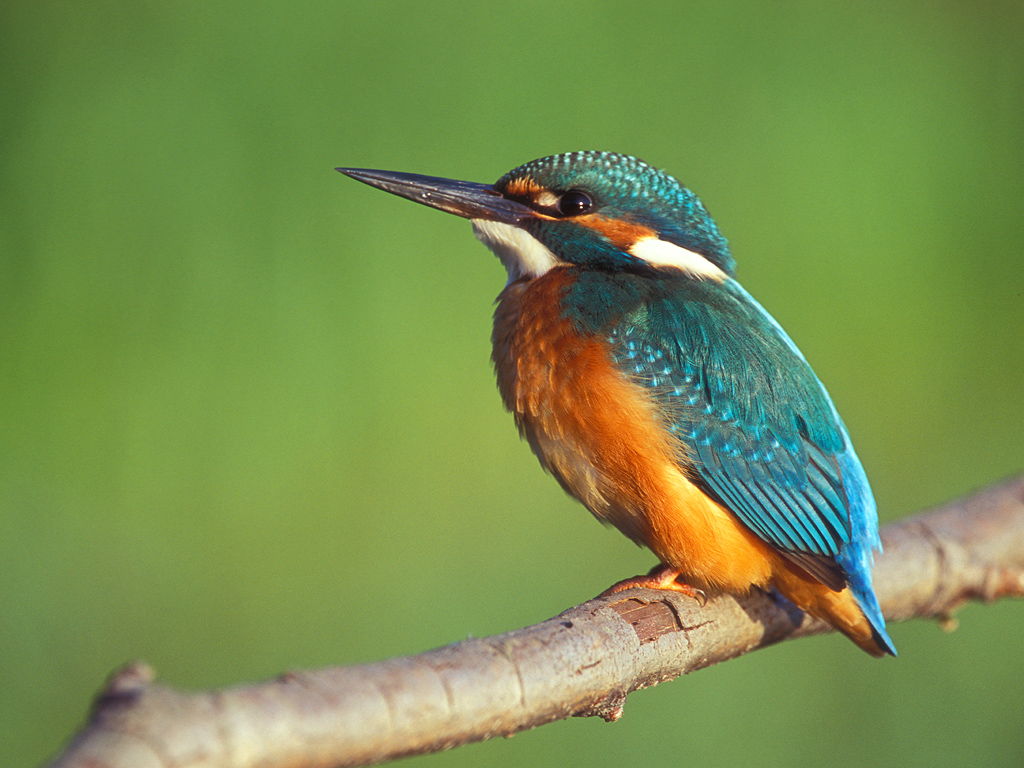
Kungsfiskaren är Klippans kommunfågel.

### Sport
En viktig idrott i kommunen är brottningen, som under lång tid varit en stor del av Klippan.  Ett flertal framgångsrika brottare har inlett sin karriär i lokala klubbar.